# .O.rang
.O.rang fue un proyecto musical de naturaleza experimental, creado por los exmiembros de Talk Talk, Paul Webb y Lee Harris. Para el proyecto fueron invitados una serie de músicos rotativos, destacando Graham Sutton de Bark Psychosis y Beth Gibbons de Portishead.

## Historia
Antes de unirse a Talk Talk, Paul Webb y Lee Harris habían sido compañeros, incluso formando una banda de reggae llamado Eskalator. Luego de la publicación de Spirit of Eden (1988), Webb decidió dejar Talk Talk, mientras que la disolución definitiva fue posterior a Laughing Stock en 1991.
Webb y Harris decidieron reunirse en un proyecto de naturaleza más abierta, tomando influencias de krautrock, dub y world fusion. Siguiendo esa filosofía, formaron «The Slug», un cuarto con decoraciones exóticas adaptado para realizar sesiones extensas de improvisación. Su primer álbum, Herd of Instinct (1994), contiene una extensa lista de invitados como el músico de sesión Mark Feltham en armónica y el vocalista de The The, Matt Johnson, en guitarra y órgano.
Para el desarrollo de Fields and Waves, publicado dos años después, decidieron dejar «The Slug» y formar el álbum de manera más estructurada. Una de las razones para ese cambio fueron factores técnicos, donde el equipo nuevo que usaron para grabar estuvo fallando, perdiendo material en dos ocasiones. Con la publicación de Remixes (1997), el proyecto fue pausado de manera indefinida. Una entrevista realizada a Harris en 1999, comentaba sus intenciones de hablar con The Echo Label para los relanzamientos de álbumes pasados; además de minimizar los rumores de un quiebre laboral con Webb, aunque aclarando: «Paul [Webb] buscaba ‘extender sus alas’». Esto se reflejó en la carrera en solitario de Webb, ahora como Rustin Man, publicando su primer álbum Out of Season (2002) con la participación de Beth Gibbons. En una entrevista de 2019, Webb no descartaba retomar el proyecto junto a Harris.

## Discografía
- 1994: Herd of Instinct
- 1994: Spoor EP
- 1996: Fields and Waves